# 戈沃魯哈河
戈沃魯哈河（俄语：Говоруха），是俄羅斯的河流，位於該國西部彼爾姆邊疆區，屬於維舍拉河的支流，河口處寬約20米，河道全長55公里，流域面積460平方公里。